# Cratere Alypia
Alypia è un cratere sulla superficie di 4 Vesta.